# Domini de la Companyia a l'Índia
El Domini de la Companyia a l'Índia (1757-1858) marca un període de dominació per part de la Companyia Britànica de les Índies Orientals de diversos territoris de l'actual Índia.